# El ruiseñor mexicano
El ruiseñor mexicano fue una telenovela mexicana histórica producida para Canal 8 (Televisión Independiente de México) en 1969. Tomaba la vida de la soprano mexicana legendaria, Ángela Peralta. Fue protagonizada por Ernestina Garfias y Enrique Aguilar. La música fue interpretada por la Orquesta del Canal 8, bajo la dirección del maestro Enrique Gimeno.

## Elenco
- Ernestina Garfias - Ángela Peralta
- Enrique Aguilar - Eugenio Castera
- Enrique Rambal - Agustín Balderas
- Antonio Passy - Don Manuel Peralta
- Carmen Molina - Josefa
- Oscar Pulido - Don Sebastián
- Enrique Becker - Manuel Peralta hijo
- María Douglas - Emperatriz Carlota Amalia
- Guillermo Zarur - Marqués de Colin
- Dina de Marco - Amalia
- Ana Margarita - Claudia Cardán
- Julián Bravo - Eugenio Castera (niño)
- Enrique Gimeno - Director de orquesta